# ВТО «Орден»
ТОВ «Виробничо-творче об'єднання „Орден“» — українське підприємство, що розробляє та виготовляє нагороди, сувеніри та супутню продукцію (футляри, поліграфічна продукція).
Здійснює повний цикл виробництва нагород,нагородної атрибутики, футлярів та посвідчень. 

## Історія
16 березня 2000 почало діяльність «Всеукраїнське творче об'єднання „Орден“».
У 2001 об'єднання розробило дизайн футлярів до державних та відомчих нагород, який затверджений Адміністрацією Президента України. Футляри в цьому дизайні виготовляються дотепер.
У 2002 підприємством розроблена перша відомча відзнака — «Почесний працівник МВС України».
У 2004 році підприємством розроблений та виготовлений нагрудний знак до Державної премії України в галузі архітектури та мініатюра до неї.
З 2006 року розробляє нагородні системи громадських організацій; в тому числі відкриту нагородну систему «Знаків народної пошани».
З 2011 р. здійснює популяризацію української нагородної справи через публікації в інтернет-просторі, друкованих медіа, на телебаченні та радіо. 
7 березня 2012 зареєстроване ТОВ «Виробничо-творче об'єднання „Орден“». Підприємство виготовляє нагороди,  посвідчення, грамоти та футляри для нагород
Досягнення
- Розробка ескізів понад 300 офіційно затверджених відомчих відзнак України.
- Розробка ескізів 11-ти знаків державних нагород України, серед яких вищий орден України — О́рден Свобо́ди.
- Розроблено, впроваджено та затверджено єдиний стандарт планок до відомчих заохочувальних відзнак Указ  Президента України від 30.05.2012 р. № 365/2012[4].
- Створено єдиний Реєстр планок державних нагород та відомчих заохочувальних відзнак України
- Підготовлено Проект Закону «Про нагородну систему України»[5].
- Є ексклюзивним виробником «Знаків народної пошани»[6][7]. Загальна кількість нагороджених «Знаками народної пошани», на серпень 2017 року, складає більше 100 000 осіб.
- Підготовлено та опубліковано в різноманітних ЗМІ понад вісімдесяти матеріалів з історії нагород України та світу. [8].

## Соціальна діяльність
Підприємство розробило, видрукувало та безкоштовно розповсюдило більше 5 000 плакатів: «Державні нагороди України», «Відомчі заохочувальні відзнаки» МВС України, ДПА України та Держмитслужба України.

## Виставка

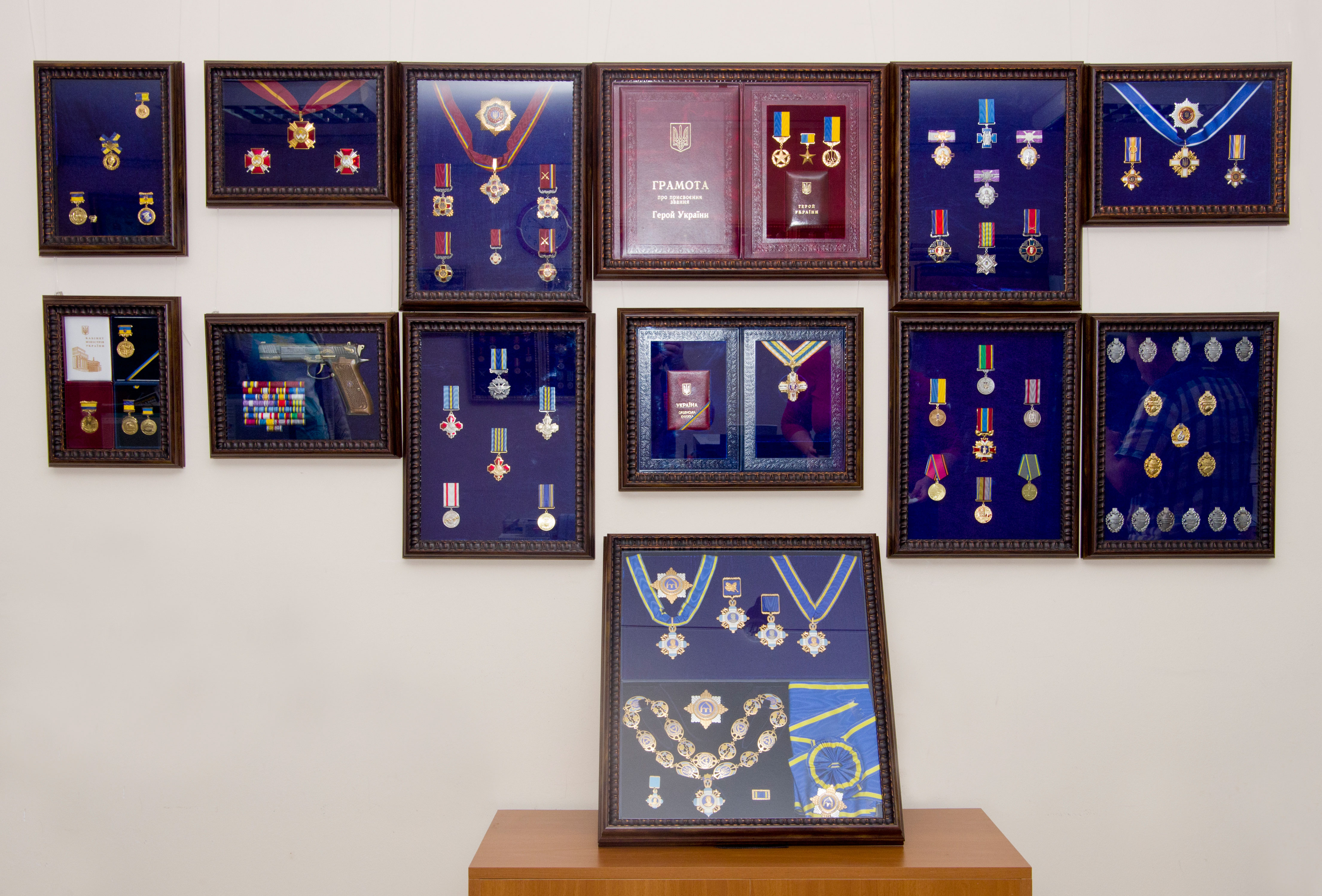
Виставка знаків державних нагород, відзнак Верховної Ради України та урядових відзнак України станом на 27 серпня 2015 р.

На підприємстві діє єдина в Україні виставка з повною колекцією знаків державних нагород, відзнак Верховної Ради України та урядових відзнак України.